# 원사 (향가)
원사(怨詞)는 신라 진평왕(新羅 眞平王) 치세 시기에 천관녀(天官女)라는 기녀가 지은 향가이다. 가사(歌詞)는 전하지 않는다.

## 원사(怨詞)라는 향가의 작시 배경과 내력
천관원사(天官怨詞)라고도 불리는 이 향가는 화랑도 시절의 김유신(金庾信)이 한때 천관녀에게 정신이 팔리며 수련을 게을리하자 김유신이 어머니 만명부인의 꾸지람을 들은 후 차라리 다시는 천관녀를 접하지 않으리라고 맹세하던 어느 날 밤, 유신랑(庾信郞)이 술을 마시고 취기(醉氣)에 말(馬)을 타고 귀가하였는데, 아직도 말은 예전 습관처럼 천관녀의 집 앞에서 걸음을 멈추자 김유신은 술이 깨어 자신이 탄 말의 목을 검(劍)으로 베었는데, 천관녀가 김유신의 모진 무정함을 원망하면서 지은 향가가 저 유명한 원사(怨詞)라는 향가이다.